# Canton de Miélan
Le canton de Miélan est une ancienne division administrative française située dans le département du Gers et la région Midi-Pyrénées.

## Géographie
Ce canton était organisé autour de Miélan dans l'arrondissement de Mirande. Son altitude variait de 162 m (Haget) à 378 m (Sarraguzan) pour une altitude moyenne de 233 m.

## Composition
Le canton de Miélan regroupait dix-neuf communes et comptait 4 745 habitants (recensement de 2011 sans doubles comptes).
| Communes              | Population (2012) | Code postal | Code Insee |
| --------------------- | ----------------- | ----------- | ---------- |
| Aux-Aussat            | 259               | 32170       | 32020      |
| Barcugnan             | 117               | 32170       | 32028      |
| Betplan               | 110               | 32730       | 32050      |
| Castex                | 94                | 32170       | 32086      |
| Duffort               | 137               | 32170       | 32116      |
| Estampes              | 167               | 32170       | 32126      |
| Haget                 | 317               | 32730       | 32152      |
| Laguian-Mazous        | 283               | 32170       | 32181      |
| Malabat               | 101               | 32730       | 32225      |
| Manas-Bastanous       | 88                | 32170       | 32226      |
| Miélan                | 1 213             | 32170       | 32252      |
| Montaut               | 112               | 32300       | 32278      |
| Mont-de-Marrast       | 108               | 32170       | 32281      |
| Montégut-Arros        | 276               | 32730       | 32283      |
| Sadeillan             | 85                | 32170       | 32355      |
| Sainte-Aurence-Cazaux | 121               | 32300       | 32363      |
| Sainte-Dode           | 223               | 32170       | 32373      |
| Sarraguzan            | 99                | 32170       | 32415      |
| Villecomtal-sur-Arros | 835               | 32730       | 32464      |

## Démographie
| 1962  | 1968  | 1975  | 1982  | 1990  | 1999  | 2006  | 2011  | 2012  |
| ----- | ----- | ----- | ----- | ----- | ----- | ----- | ----- | ----- |
| 5 410 | 5 317 | 5 044 | 4 856 | 4 895 | 4 695 | 4 702 | 4 745 | 4 725 |

## Représentation

### Conseillers généraux de 1833 à 2015
| Période | Période      | Identité                    | Étiquette        | Qualité                                                                                 |
| ------- | ------------ | --------------------------- | ---------------- | --------------------------------------------------------------------------------------- |
| 1833    | 1848         | Jérôme Dutrocq              |                  | Notaire à Miélan                                                                        |
| 1848    | 1865 (décès) | Edouard Dagé (1803-1865)    | Républicain      | Avocat, avoué à la Cour d'Appel d'Agen maire de Miélan (1855-1865)                      |
| 1865    | 1870         | Victor Luro                 | Républicain      | Avocat, propriétaire à Villecomtal Député (1871) - Sénateur (1875-1903)                 |
| 1870    | 1871         | Louis Dagé (fils d'E.Dagé)  | Républicain      | Homme de lettres, Miélan                                                                |
| 1871    | 1876 (décès) | Antonin Dautour             | Républicain      | Notaire, Laguian-Miélan                                                                 |
| 1876    | 1883         | Victor Luro                 | Républicain      | Avocat, propriétaire à Villecomtal Député (1871) - Sénateur (1875-1903)                 |
| 1893    | 1898         | Paul Destieux-Junca         | Rad.             | Publiciste, propriétaire à Aux-Aussat, conseiller d'arrondissement Sénateur (1896-1920) |
| 1898    | 1906 (décès) | François Adolphe Douat      | Républicain Rad. | Maire de Miélan (1870-1906)                                                             |
| 1906    | 1910 (décès) | Jean Dupuy                  | Rad.             | Maire de Castex, conseiller d'arrondissement                                            |
| 1911    | 1940         | Jean Sénac                  | Rad.             | Avocat Maire de Miélan (1906-1943) Député (1919-1936)                                   |
|         |              |                             |                  |                                                                                         |
| 1943    | 1945         | Pierre Bordes               |                  | Conseiller d'arrondissement du canton de Miélan Nommé conseiller départemental en 1943  |
|         |              |                             |                  |                                                                                         |
| 1945    | 1949         | Louis Cau                   | Rad.             | Médecin Maire de Miélan (1944)                                                          |
| 1949    | 1961         | Jean Luro (1893-1988)       | SFIO             | Maire de Miélan (1945-1965)                                                             |
| 1961    | 1973         | Edmond Dutilh (1920-1998)   | SFIO puis PS     | Médecin Maire de Miélan (1965-1971)                                                     |
| 1973    | 1992         | Jean Dours (1912-2004)      | DVD              | Ancien Directeur de la Police Nationale Maire d'Auch de 1968 à 1977                     |
| 1992    | 1998         | Gérard Dabezies (1932-2012) | DVD              | Gendarme retraité Maire de Laguian-Mazous (1989-2007)                                   |
| 1998    | 2015         | Gérard Fauqué               | PCF              | Chef d'entreprise Maire de Duffort (1995-2020)                                          |

### Conseillers d'arrondissement (de 1833 à 1940)
| Période                                  | Période | Identité            | Étiquette   | Qualité |
| ---------------------------------------- | ------- | ------------------- | ----------- | --- |
| 1833                                     | 1848    | M. Sénac            |             | Propriétaire, ancien maire d'Aux                                                                            |
|                                          |         |                     |             | |
| 1880                                     |         | M. Domerc           | Républicain | Propriétaire à Laguian-Mazous, ancien déporté                                                               |
|                                          |         |                     |             | |
|                                          | 1893    | Paul Destieux-Junca | Rad.        | Publiciste, propriétaire à Aux-Aussat                                                                       |
|                                          |         |                     |             | |
| 1898                                     | 1906    | Jean Dupuy          | Rad.        | Maire de Castex                                                                                             |
|                                          |         |                     |             | |
| 1919                                     | 1940    | Pierre Bordes       |             | |
| 1940                                     |         |                     |             | Les conseils d'arrondissement ont été suspendus par la loi du 12 octobre 1940 et n'ont jamais été réactivés |
| Les données manquantes sont à compléter. |         |                     |             | |